# روفين تسور
روفين تسور (بالعبرية: ראובן צור) (15 ديسمبر 1932 - 6 سبتمير 2021) كان أستاذاً للأدب العبري والنظرية الأدبية في جامعة تل أبيب.
وحصل على جائزة إسرائيل في الأدب في عام 2009.

## جوائز وتقدير
- في عام 2009، حصل تسور على جائزة إسرائيل في الأدب.[6][7][8]

- في عام 2013، حصل تسور على درجة الدكتوراه الفخرية من جامعة أوسنابروك، ألمانيا [9]

## كتبه
- ما هي الشعرية المعرفية (تل أبيب: معهد كاتس للأدب العبري، 1983)
- عن الاستعارة (القدس: دار نشر العلوم الإسرائيلية، 1987)
- نحو نظرية الشعر المعرفي (أمستردام: إلزيفير، 1992)
- الإيقاع الشعري: الهيكل والأداء - دراسة تجريبية في الشعر المعرفي (بيرن: بيتر لانج، 1998)
- "كوبلا خان" - البنية الشعرية والجودة التنويمية والأسلوب المعرفي ( جون بنجامينز، 2006)
- على شاطئ العدم : الفضاء والإيقاع والبنية الدلالية

## روابط خارجية
- روفين تسور - موقع شخصي